# Blanche Wheeler Williams
Blanche Wheeler Williams (9 de enero de 1870-9 de diciembre de 1936) fue una arqueóloga y profesora, conocida por su trabajo en el Istmo de Hierapetra y sus descubrimientos en Gournia con su colega Harriet Boyd Hawes . Estudió en Smith College y trabajó como maestra en la escuela preparatoria de su tía hasta sus excavaciones arqueológicas de Creta en 1900 y 1901. Williams se casó en 1904 y no regresó al campo después de contribuir a una publicación de 1908, aunque escribió una biografía de su tía y ayudó con el libro de viajes de su esposo. 

## Primeros años
Williams nació como Blanche Emily Wheeler el 9 de enero de 1870 en Concord, Massachusetts. Sus antepasados incluyen peregrinos de la colonia de Plymouth y primeros colonos de Nueva Inglaterra. Estuvo estrechamente relacionada con su abuela en su juventud, quien presentó a Williams a intelectuales prominentes, incluidos Ralph Waldo Emerson, Henry David Thoreau y Amos Bronson Alcott. Williams se graduó de Smith College en 1892, donde estudió arte antiguo, arqueología, griego, latín, dibujo y pintura. Allí se hizo amiga de Harriet Boyd, quien se convirtió en una amiga y colega cercana en arqueología.

## Carrera
Williams enseñó latín, griego e inglés durante la próxima década en la escuela preparatoria Wheeler School de su tía en Providence, Rhode Island . Realizó giras por Europa con sus alumnos y tuvo múltiples años sabáticos . Entre 1898 y 1899, viajó por Grecia e Italia con Boyd y un compañero alumno de Smith College.
Al año siguiente, el descubrimiento de Boyd de una tumba de colmena de la Edad del Bronce en Kavousi, Creta, y su posterior presentación al Instituto Arqueológico de América llevaron a la Sociedad Americana de Exploración a financiar sus excavaciones posteriores en 1901 y 1903. Williams se unió a la expedición de Boyd en 1901, que dejó el yacimiento de Kavousi por el yacimiento de Avgo al Este en busca de un palacio que rivalizara con los encontrados en Knossos y Phaestos . En consonancia con su entrenamiento, Boyd realizó el trabajo de campo con sondeos y mediciones mientras Williams dibujaba los mapas y los descubrimientos. Su excavación se retrasó por la lluvia de primavera y finalmente no tuvo incidentes. Siguiendo un consejo de un granjero local, comenzaron a excavar en Gournia y descubrieron un antiguo complejo minoico . Su descubrimiento de fragmentos de jarrones y artefactos de bronce dio paso a la arquitectura, como paredes de casas y un camino pavimentado. Le contaron a la American Exploration Society su hallazgo y su fuerza laboral de campo creció de 40 a 110 trabajadores en una semana, lo que aumentó la complejidad de la excavación dirigida por Boyd. Encontraron cientos de artefactos y Williams ilustró sus hallazgos más importantes, generalmente jarrones. El evento fue de gran importancia para Williams, quien con frecuencia escribía a sus alumnos sobre la excavación en la vanguardia de la arqueología. Sería su único año de excavación, ya que el trabajo de campo adicional se retrasó dos años, cuando Williams no estaba disponible para regresar con Boyd. La excavación terminó varios años después con un hallazgo total de más de 60 casas, una plaza central y un pequeño palacio en la ciudad.
Williams escribió el apéndice de la monografía sobre Gournia. Su sección se centra en la importancia de una diosa de la naturaleza en la religión minoica . El papel de las deidades femeninas en la Creta Minoica había sido un punto focal de interés en el yacimiento, y Williams escribió sobre un ídolo femenino de terracota encontrado en un santuario cerca de la cima de la colina en Gournia. Williams propuso que la diosa de la naturaleza y las mujeres minoicas disfrutaban de una importancia social elevada en la cultura, y reforzó sus afirmaciones con referencia a la clasicista Jane Ellen Harrison. Las contribuciones de Williams también cubrieron jarrones de piedra y sellos de piedra . El libro de 1908 fue alabado por la comunidad arqueológica.
Williams se casó con el importador de alfombras orientales de Boston Emile Francis Williams en 1904. Su esposo también coleccionaba porcelana china y era un botánico aficionado. Ella dejó su trabajo en la Escuela Wheeler y mantuvo correspondencia con Boyd, quien continuó trabajando en Creta. Si bien Williams no regresó a la arqueología después de la expedición de Gournia, más tarde ayudó a su esposo con su libro francés de viajes y escribió una biografía de su tía, la educadora. Williams murió el 9 de diciembre de 1936 en Cambridge, Massachusetts. No tuvo hijos. El Smith College recibió varias docenas de artículos de su patrimonio después de su muerte, en su mayoría bronces y porcelanas de China y Corea. Algunos de los artículos se habían exhibido en el Museo de Arte Fogg y el Museo de Bellas Artes de Boston, y después del legado, se exhibieron en la galería de arte de Smith a fines de 1937.